# 블랙 사이트
블랙 사이트(Black site)는 미국 국외에 있는 비밀 군사 시설이다. 시설의 소재국은 비밀이다. 테러범 용의자 등에게 가혹한 심문을 하는 것으로 알려져 있다.

## 아르헨티나
1976년부터 1983년까지 아르헨티나를 통치했던 군사 독재 기간(국가재편성과정) 동안 아르헨티나에서는 여러 비밀 구금 센터가 운영되었다. 많은 수감자들이 "실종"되었으며, 출산 후 살해된 임산부와 아기를 출산한 여성을 포함하여 수감자들이 군인 가족들에게 고문과 살해를 당했다.

## 중국
블랙 사이트는 중국 내에 널리 퍼져 있으며, 전 억류자에 의해 두바이에 중국 블랙 사이트가 존재한다고 주장되었다. 중국의 블랙 사이트는 '흑감옥'으로도 알려져 있다.

## 이집트
블랙 사이트는 이집트 보안 서비스에서 광범위하게 사용된다. 이집트 위기(2011~2014) 동안 수백 명의 시위자들이 이 흑인 장소에서 고문이 일어났다고 주장했다. 이집트 보안국은 CIA의 대테러 블랙사이트 프로그램과 관련된 블랙사이트도 운영했다.

## 이란
인권 단체는 비밀 구금 센터에서의 학대를 기록했다. CNN이 인용한 소식통은 2023년 마흐사 아미니 시위 중에 블랙사이트 고문이 증가한 것으로 나타났다고 언급했다.

## 러시아
체첸에서는 게이 남성들이 체첸 보안군에 의해 비밀 장소에서 고문을 당했다고 한다. 러시아의 다른 지역에서도 게이 남성들이 납치되어 체첸으로 이송되었으며, 그곳에서 100명 이상이 고문을 당했고 일부는 살해당했다. 체첸 당국은 체첸의 동성애자들이 러시아의 안전한 곳으로 탈출하도록 도우려는 러시아 LGBT 네트워크의 시도를 좌절시켰으며, 크렘린궁 인권국장 타티아나 모스칼코바의 조사를 방해했다. 체첸 상황에 반대하는 러시아 주요 도시의 시위에도 불구하고 블라디미르 푸틴은 카디로프와 좋은 관계를 유지하기를 원했지만 체첸에서 동성애자 학대가 발생했다는 사실을 부인했다. 체첸은 인구의 95%가 정교회(수니파) 이슬람교를 믿는 러시아에서 가장 동성애 혐오적인 지역이라고 할 수 있다. 이곳은 러시아에서 동성애가 불법화되고 감옥에 갇힐 수 있는 유일한 지역으로 남아 있다.

## 같이 보기
- 정치범
- 포로
- 유엔 고문방지협약